# "بيغ" دوني ماكلويد
«بيغ» دوني ماكلويد هو سياسي كندي، ولد في 11 ديسمبر 1928 في نوفا سكوشا في كندا، وتوفي في 3 يناير 2003. نشط حزبياً في جمعية المحافظين التقدمية لنوفا سكوشا.